# Eesti Muusikaauhinnad
Os Eesti Muusikaauhinnad (sigla: EMA) são uma cerimônia anual de premiação musical da Estônia realizada pela associação local Eesti Fonogrammitootjate Ühing (EFÜ). Ela é formada por um júri que avalia a música produzida no ano anterior à edição realizada e reconhece os artistas estonianos que se destacaram no cenário musical. A seleção dos indicados consiste em músicos sem muita divulgação, o que exclui vendas de álbuns ou tabelas de canções. Os eventos são transmitidos pelo canal de televisão TV3.